# Broederschap Bijeenkomst
De Brethren Court (Nederlands: Broederschap Bijeenkomst) is een fictieve piratenorganisatie uit de film-reeks Pirates of the Caribbean. De organisatie bestaat uit 9 invloedrijke piratenleiders van over de hele wereld.

## Geschiedenis
De organisatie werd opgericht door een groep piraten, waaronder de beruchte Davy Jones, kapitein van The Flying Dutchman. Tijdens de eerste bijeenkomst werd, onder aanvoering van Jones, de zeegodin Calypso gevangengenomen en in het lichaam van Tia Dalma gestopt. Jones moest, als kapitein van de Dutchman, tien jaar op zee blijven en hij mocht maar één dag aan land komen. Op die ene dag had hij een afspraak met Calypso, maar ze kwam niet opdagen.
In de loop der eeuwen is de broederschap viermaal bijeen gekomen. De vierde bijeenkomst is te zien in de derde film. Bij deze bijeenkomst, vlak voor het gevecht tegen de vloot van Cutler Beckett, wordt Calypso weer vrijgelaten door de bemanning van de Black Pearl, onder aanleiding van Hector Barbossa.

## Vierde Bijeenkomst
Tijdens de vierde bijeenkomst, die op Scheepswrakeiland wordt gehouden, stelt Barbossa de negen piratenleiders voor om Calypso uit haar mensengedaante te bevrijden en haar op Becketts vloot af te sturen. De piratenleiders, waar Jack Sparrow, Elizabeth Swann en Barbossa ook bijhoren, vindt het grootste deel daarvan het een moeilijke keuze en stellen ze voor een nieuwe piratenkoning te kiezen die dan de opvolger zal zijn van de huidige piratenkoning, Teague Sparrow, die ook de vader van Jack is. Elke piraat stemt op zichzelf, behalve Jack; hij kiest voor Elizabeth. Elizabeth wordt de nieuwe koning (en niet koningin) waarmee zij de knoop van het probleem doorhakt door de vloot van Beckett te bevechten. Met de negen zilverlingen, waar ook het oog van Ragetti bijhoort, wordt Calypso opgeroepen.

## Piratenleiders
Er zijn negen huidige piratenleiders die samen een soort bestuur vormen over de Zeven Zeeën. Ze hebben allemaal een zilverling waarmee ze Calypso kunnen oproepen.

### Ammand de Kaper
Een Turkse piraat en Heer van de Zwarte Zee. Op zijn naam staan 4400 gienjes (zeventiende-eeuwse muntstukken). Hij is veroordeeld voor vele misdaden tegen de kerk, diefstal van landgoed en eigendommen van de kerk, het overvallen van een non en piraterij langs de Barbarijse kust. Zijn zilverling is een brandewijnbeker.

### Kapitein Chevalle
Een Franse piratenkapitein en Heer van de Middellandse Zee. Op zijn naam staan 6000 gienjes. Hij is veroordeeld voor piraterij in de Franse zeeën, verschillende pogingen om de Zwitserse bank te beroven en schending en vernietiging van Frans landgoed, op land en ter zee. Zijn zilverling is de schoppenvrouw.

### Kapitein Eduardo Villanueva
Een mannelijke Spanjaard en Heer van de Adriatische Zee. Zijn prijs is 2000 gienjes.
Hij is veroordeeld voor diefstal van goud, aanleiding en deelname aan een herberg gevecht en piraterij in de Spaanse zeeën. Zijn zilverling is een flessenhals waarmee ooit een kroeggevecht gewonnen is.

### Meesteres Ching
Een Chinese, vrouwelijke piratenkapitein en Dame van de Grote Oceaan. Op haar naam staan 3400 gienjes. Ze is veroordeeld voor plundering van vele kustdorpen, oren afsnijden en meenemen als souvenirs, het runnen van gokhallen en samenwerking met geheime organisaties die regelmatig handelaren dwongen hun bezittingen af te staan. Haar zilverling is een bril, ze is zelf blind.

### Sao Feng
Een Chinese piratenkapitein en Heer van de Zuid-Chinese Zee. Op zijn naam staan 8000 gienjes. Hij is veroordeeld voor marteling van onschuldige slachtoffers door middel van kokend water en stoom, het illegaal gebruik van vuurwerk, en piraterij in de Zuid-Chinese Zee. Hij wordt vervangen door Elizabeth Swann als hij gedood wordt in een gevecht met de
The Flying Dutchman. Zijn zilverling is een kapiteinsknoop van jade die aan een touw van zijde hangt.

### Sri Sumbhajee
Een Indische piratenkapitein en Heer van de Indische Oceaan. Zijn prijs is 2800 gienjes. Zijn veroordeling is het aanvallen van handelsschepen van de Britse Oostindische Compagnie, illegaal belasting heffen, de haven van Bombay blokkeren en losgeld dwingen. Zijn zilverling is een snuifdoos gemaakt van een geiten- of schapenhoorn. Hij heeft tevens een hoge piepstem waardoor een van zijn mannen voor hem praat.

### Heer Jocard
Een piratenkapitein uit Afrika en Heer van de Atlantische Oceaan. Op zijn naam staan 3600 gienjes. Hij is veroordeeld voor de leiding van een slavenopstand, het tonen van een valse identiteit, verschillende aanvallen op het Britse koningshuis en piraterij op de Britse eilanden. Zijn zilverling is een tabaksnijder, die hij waarschijnlijk gestolen heeft op de plantage waar hij werkte.

### Jack Sparrow
Een Britse/Indische piratenkapitein en Heer van de Caribische Zee. Op zijn naam staan 10 001 gienjes. Hij is veroordeeld voor de meeste misdaden van de negen piratenleiders. Hij is veroordeeld voor verschillende aanslagen op het Britse koningshuis, het zich voordoen als officier van de Royal Navy, het zich voordoen als een geestelijke, brandstichting, ontvoering, leugens, diefstal, piraterij, varen onder valse vlag en smokkel van rum. Zijn zilverling bestaat uit een munt uit Siam en een paar edelstenen.

### Hector Barbossa
Een Britse piratenkapitein en Heer van de Kaspische Zee. Hij heeft een aapje, Jack genaamd, en op zijn naam staan 10 000 gienjes. Hij is veroordeeld voor diefstal van een grote hoeveelheid aan appels, grote wreedheid tegen dieren, aanleiding voor muiterij, diefstal en ontvoering. Zijn zilverling is het houten oog van Ragetti.

## Overig

### Code Bewaker
De huidige bewaker van de Piratencode is kapitein Teague Sparrow en deze taak neemt hij zeer serieus. Hij woont op Shipwreck Island en woont de vierde vergadering van de Brethern Court bij. Als iemand zich niet aan de Code houdt, wordt hij/zij door Sparrow neergeschoten. De Code is opgericht door Bartholomew Roberts in de zeventiende eeuw.

### Piratenkoning
De Piratenkoning moet aanwezig zijn bij elke vergadering van de Brethern Court. Als bij de vierde vergadering een nieuwe Piratenkoning zal worden gekozen, stemt iedere piraat natuurlijk op zichzelf. Jack Sparrow doet dit echter niet; hij kiest voor Elizabeth Swann. Elizabeth wordt de nieuwe piratenkoning (en niet koningin) waarmee zij het probleem van de piratenkapiteins oplost door tegen Becketts vloot te gaan vechten.
Er zijn drie voorwaarden om piratenkoning te worden.
1. Je moet gekozen worden.
2. Je moet kapitein zijn van een schip.
3. Je moet iemand gedood hebben.

### Davy Jones
Davy Jones heeft ook ooit bij de Brethern of Coast gehoord en daarmee gezorgd voor de gevangenneming van Calypso. Dat deed hij omdat Calypso op de dag dat hij aan land mocht zij niet kwam opdagen. Hij hield toen niet meer van haar, daarom hield hij op met de taak die zij hem opdroeg: zielen naar het hiernamaals brengen. Daarom heeft hij nu een baard van tentakels, een tentakelhand en een krabbenschaar

### De piratencode
De Piratencode of de Code der Broeders is een fictieve code die de piraten van de wereld hebben gemaakt. De code wordt nagestreefd door alle leden van de Broederschap Bijeenkomst, en is een regelmatig terugkerend onderwerp in de films.
De code houdt in dat er een koning moet zijn van de piraten. De eerste koning was Teague Sparrow, de vader van Jack Sparrow. Tijdens de vierde bijeenkomst van de piratenleiders van de wereld werd er een nieuwe koning benoemd. Eigenlijk stemden alle piraten op zichzelf, behalve Jack Sparrow. Hij stemde op Elizabeth Swann. Zij besloot daarna dat de piraten de oorlog aan moesten gaan met Cutler Beckett. De Piratencode zijn richtlijnen, geen regels of voorschriften, die de piraten moeten of kunnen volgen. De beheerder van de Piratencode is Teague Sparrow.
Enkele regels uit de code zijn:
- Elke piraat kan zich tijdens een gevecht met andere piraten beroepen op Parley, het recht om met de kapitein van een andere piraat te mogen spreken. Totdat dit gesprek plaats heeft gevonden mag de piraat die een beroep doet op parley niks worden aangedaan.
- Een piraat die de rest niet kan bijhouden wordt achtergelaten.
- Het is de taak van de piratenkoning om te beslissen wanneer er een oorlog wordt begonnen.
- Je mag geen Royal Navy-lid doden met een geweer (deze regel wordt getoond in het videospel Pirates of the Carribean: Online)